# سیارک ۱۰۶۸۶۹
سیارک ۱۰۶۸۶۹ (به انگلیسی: 106869 Irinyi، نامگذاری:2000YY31) صد و شش هزار و هشتصد و شصت و نهمین سیارک کشف شده‌است که در ۳۱ دسامبر ۲۰۰۰ کشف شد.